# Sentience Institute
El Sentience Institute, (en español "Instituto Sentience"), es un think tank interdisciplinar estadounidense que tiene como objetivo expandir el círculo moral de la humanidad. Fue fundado por Jacy Reese Anthis y Kelly Anthis en junio de 2017 y ha publicado informes de investigación sobre movimientos sociales, moralidad, defensa de los animales y conciencia artificial.

## Historia
El Sentience Institute se fundó sobre el principio del altruismo eficaz, una filosofía y un movimiento social que utiliza la evidencia y el razonamiento para determinar las formas más eficaces de beneficiar a los demás. El instituto se autodefine como ''un grupo de reflexión que investiga y asesora sobre las estrategias más eficaces para expandir el círculo moral de la humanidad''.Sus fundadoras, Kelly Witwicki y Jacy Reese Anthis, trabajaban en Sentience Politics, que formaba parte de la Effective Altruism Foundation. Sentience Politics es ahora una organización sin ánimo de lucro que lleva a cabo iniciativas políticas en la zona de habla alemana. Asimismo, Anthis había trabajado anteriormente en Animal Charity Evaluators como presidenta del consejo de administración y luego como investigadora a tiempo completo.
Anthis y Witwicki fueron seleccionados para el premio ''Humanos del año'' 2017 de Vice Media. El reportero Matthew Gault describió la agenda de investigación del instituto como ''un enorme esfuerzo''. Kelly habló de la necesidad de pruebas e investigación en el estudio de los movimientos sociales:Witwicki y Anthis se casaron en 2020.

## Investigación
Sentience Institute sintetiza algunas de sus investigaciones en un Resumen de Evidencia para Cuestiones Fundamentales en la Defensa Efectiva de los Animales, que cataloga la evidencia de una variedad de fuentes con implicaciones para la estrategia del movimiento de defensa de los animales.
Desde 2017, el instituto ha publicado varios libros blancos, incluido un estudio del movimiento antiesclavista británico, un estudio del movimiento de energía nuclear francés y un estudio de alimentos genéticamente modificados.
El instituto sondeó las opiniones de los adultos estadounidenses sobre la agricultura animal, y descubrió que el 47 % estaba de acuerdo con la afirmación: ''Apoyo la prohibición de los mataderos''. Esta fue replicada en enero de 2018 por un equipo de economistas agrícolas de la Universidad Estatal de Oklahoma, que obtuvieron el mismo resultado.
En noviembre de 2018, Anthis, que escribe bajo el seudónimo ''Jacy Reese'', publicó El fin de la cría de animales, que resume y se basa en la mayor parte de la investigación del instituto y la comunica con el público en general.Cerca del final del libro, Reese concluye que, ''si tuviera que especular, diría que en 2100 todas las formas de cría parecerán anticuadas y bárbaras''.Reese critica la noción de carne humana.
En 2023, el Sentience Institute indica que está centrando la mayor parte de su investigación en las mentes digitales, escribiendo que, aunque la preocupación en torno a la conciencia artificial pueda parecer descabellada, debe tomarse en serio sobre todo debido al número potencialmente extremadamente grande de casos en el futuro.